# Fiat Trattori 1300 DT Super
Le Fiat 1300 DT Super est un tracteur à roues produit par le constructeur italien Fiat Trattori de 1976 à 1980. Souvent surnommé le « géant », c'était un des plus gros et puissants tracteurs agricoles de son époque et représente un véritable exemple classique aujourd'hui. 

## Caractéristiques techniques
Le moteur Fiat-OM CP3/100 est un 6 cylindres à injection directe de 7.412 cm3, (alésage x course = 110x130 mm). Il développe une puissance de 150 Ch DIN (110 kW) à 2 390 tr/min avec un taux de compression 17,4: 1. Le couple maximal est de 557 N m à 1 200 tr/min. La lubrification s'effectue par circulation sous pression par pompe à engrenages. Il pèse 5.310 kg et peut rouler à 25 km/h. Il est équipé de pneumatiques avant 12,4-28 et arrière 18,4-38.
Le niveau sonore enregistré au poste de conduite, sans cabine, est de 58 dB, valeur particulièrement basse comparée aux 95/100dB des tracteurs concurrents de plus faible puissance.
Le réservoir à carburant est de 200 litres ce qui laisse une autonomie très supérieure à la journée de travail.

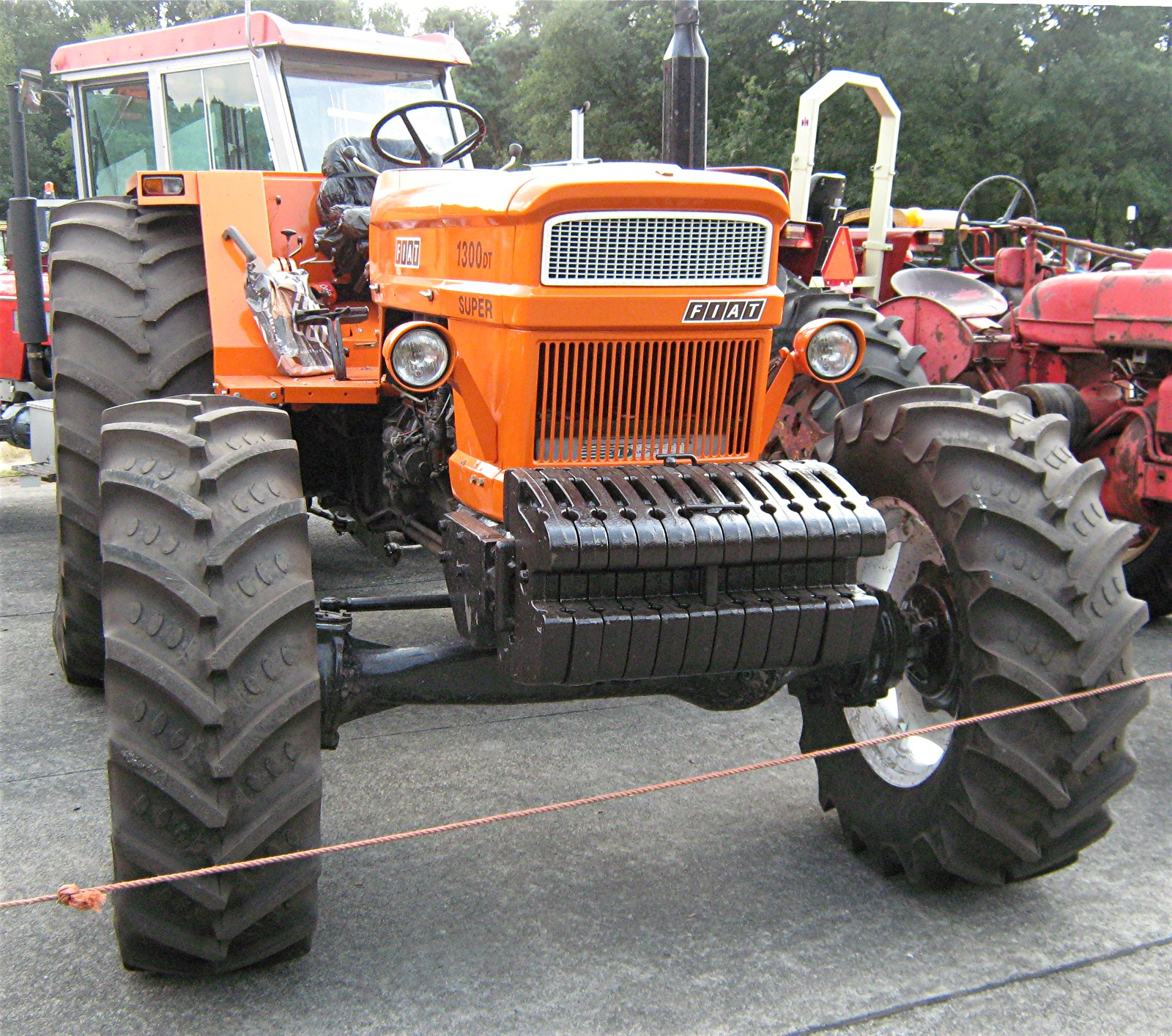
Un Fiat 1300 DT Super - Le géant, vue de face.

### Vitesses avant et arrière
La boîte comporte quatre paliers synchronisées. La boîte de vitesses supplémentaire permet de sélectionner 3 groupes avant (L = lent, M = moyen, V = rapide) et un groupe inversé (RM-marche arrière) pour chaque position. Pour engager les pignons lents, moyens et rapides ainsi que les pignons de marche arrière, le tracteur doit être arrêté avant que le levier de l'engrenage supplémentaire ne soit amené dans la position souhaitée. La mise en marche des différents rapports du même groupe s'effectue sans arrêt du tracteur.
Le tracteur dispose de 12 rapports avant et 4 arrière ainsi répartis :
- 4 vitesses avant lentes (de 2,1 à 4,1 km/h)
- 4 vitesses avant moyennes (de 5,2 à 10,2 km/h)
- 4 vitesses avant rapides (de 12,5 à 25 km/h)
- 4 vitesses arrière (de 5,5 à 10,8 km/h)

### Prise de force
La prise de force est complètement indépendante de la boîte de vitesses. Elle est commutée par un embrayage à bain d'huile multi-disque à commande hydraulique. L'arrêt de la prise de force s'opère par un frein à bande à commande hydraulique avec embrayage débrayé.
Deux vitesses de prise de force sont possibles - rotation dans le sens des aiguilles d'une montre (tracteur vu de l'arrière):
- 540 à 1800 tr/min du moteur
- 1000 à 1926 tr/min du moteur

### Freins
Disposés sur les arbres de l'essieu et actionné par deux pédales de frein indépendantes.

### Direction
La commande de direction est hydrostatique avec circuit d'huile indépendant.
Le rayon de braquage, avec frein est de 4,95 mètres, sans frein : 7,25 m